# LAST SCENE (SUPERCARの曲)
「LAST SCENE」（ラスト・シーン）は、2004年1月28日に発売されたSUPERCARの15枚目のシングル。

## 解説
- 前作より2ヶ月とハイペースでのリリース。アルバム「ANSWER」の先行シングル。
- 初回仕様：裏ジャケ・インデックス
- 発売当時、ソニーが推進していた『レーベルゲートCD2』での発売となった。その後ソニーがCCCDの生産を廃止、CD-DA盤に差し替えられた。

## 収録曲
1. LAST SCENE (4:54)
2. ANTENNA (3:56)
3. SCALE (5:00)

全作詞：石渡淳治　作曲：中村弘二　編曲：SUPERCAR